# フィジーサッカー協会
フィジーサッカー協会（フィジーサッカーきょうかい、Fiji Football Association）はフィジーにおけるサッカーを統括する競技運営団体。
サッカーフィジー代表などを管理などの公式試合を主催する。プロ・アマの活動を一括管理している。